# Ringo Lam

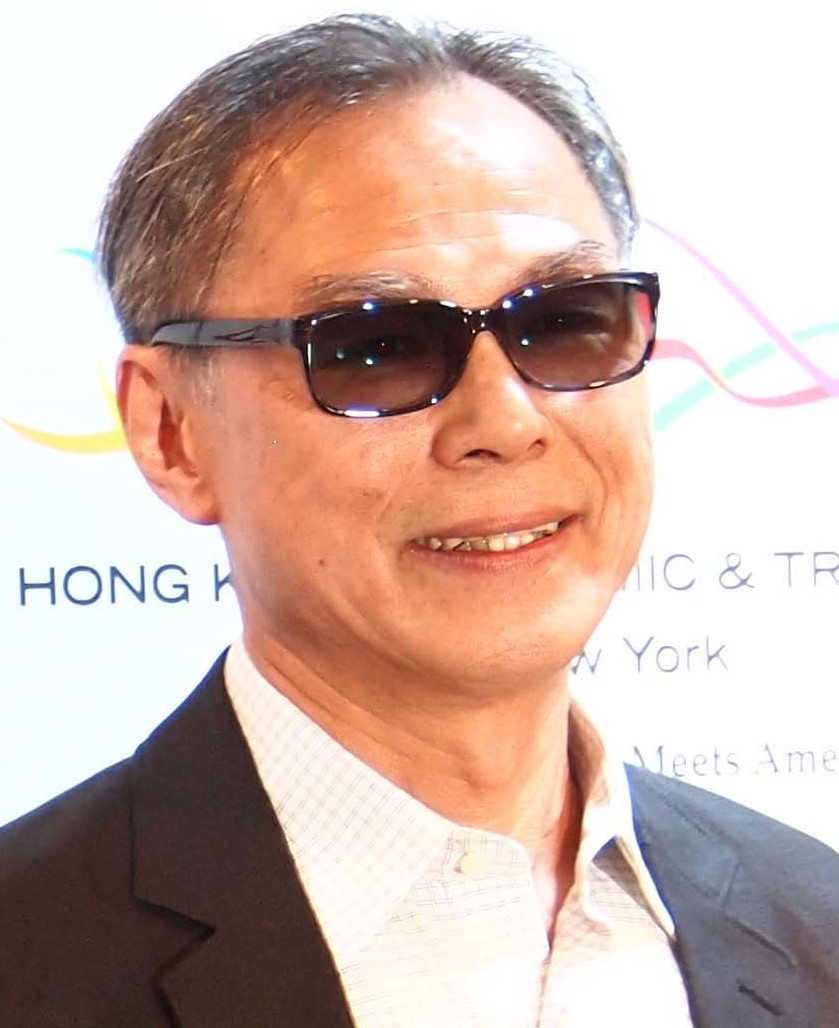
Ringo Lam, 2015

Ringo Lam, auch als Ringo Lam Ling-Tung (chinesisch 林嶺東 / 林岭东, Pinyin Lín Lǐngdōng, Jyutping Lam4 Ling5dung1; * 28. Oktober 1955 in Hongkong; † 29. Dezember 2018 ebenda) bekannt, war ein chinesischer Regisseur, Drehbuchautor und Filmproduzent.

## Leben
Seine Filmkarriere begann Lam als Schauspieler. 1973 belegte er einen einjährigen Schauspielkurs, bei dem er Chow Yun-Fat kennenlernte.
Nachdem er einige Jahre als Produktionsassistent und Produzent für das Fernsehen gearbeitet hatte, ging er 1978 nach Kanada und studierte dort Filmwissenschaften. 1981 wurde er dann von Chow Yun-Fat dazu ermutigt, nach Hongkong zurückzukehren. Dort bekam er durch die Hilfe des Produzenten und Regisseurs Tsui Hark 1983 die Regie für Esprit d’Amour (陰陽錯) übertragen.
1985 drehte er City on Fire mit Chow Yun-Fat und Danny Lee. City on Fire ist ein Undercover-Cop-Film, der – zusammen mit City Wolf von John Woo – neue Maßstäbe im Hongkonger Action-Kino setzte. Das Ende von City on Fire inspirierte auch Quentin Tarantino zum Drehbuch seines mehrfach preisgekrönten Debütfilms Reservoir Dogs – Wilde Hunde, der einige Szenen sogar fast detailgenau übernahm.
Es folgten zwei erfolgreiche Fortsetzungen – Prison on Fire und School on Fire –, welche die damaligen Zustände in den Gefängnissen und Schulen porträtierten. Weitere Filme, die Lam in Hongkong drehte, bevor er in die USA ging, waren Double Dragon mit Jackie Chan und Full Contact, wiederum mit seinem Freund Chow Yun-Fat.
1996 drehte er mit Maximum Risk seinen ersten Film in den Vereinigten Staaten. Die Hauptrolle spielte hier Jean-Claude Van Damme. Ebenfalls mit van Damme drehte er Replicant und In Hell – Rage Unleashed. Zwischendurch kehrte er immer wieder nach Hongkong zurück, um auch dort weitere Filme zu produzieren und zu drehen.

## Filmographie (Auswahl)
- 1976: You Are Wonderful
- 1983: Esprit d’amour
- 1984: The Other Side of Gentleman
- 1985: Cupid One
- 1986: Aces Go Places IV / Mad Mission 4
- 1986: The Thirty Million Rush
- 1987: City on Fire / Cover Hard 2
- 1987: Prison on Fire
- 1988: The Eighth Happiness
- 1988: School on Fire
- 1989: Wild Search
- 1990: Undeclared War
- 1990: Rebel from China
- 1991: Touch and Go
- 1991: Prison on Fire II
- 1992: Twin Dragons
- 1992: Full Contact / Cover Hard
- 1994: Burning Paradise
- 1995: The Adventurers
- 1996: Maximum Risk
- 1997: Full Alert
- 1998: The Suspect
- 1999: Victim
- 1999: Simon Sez
- 2001: Replicant
- 2003: Looking for Mr. Perfect
- 2003: In Hell – Rage Unleashed (In Hell)
- 2007: Triangle
- 2015: Wild City
- 2016: Sky on Fire
- 2022: Septet: The Story of Hong Kong

## Anmerkung
1. ↑  Esprit d’Amour (chinesisch 陰陽錯 / 阴阳错, Pinyin Yīnyángcuò, Jyutping Jam1joeng4co3, kantonesisch Yam yeung choh)